# Jakubov u Moravských Budějovic
Jakubov u Moravských Budějovic település Csehországban, a Třebíči járásban. Jakubov u Moravských Budějovic Vícenice, Domamil, Dolní Lažany, Litohoř, Martínkov, Lesonice és Lukov településekkel határos. Lakosainak száma 677 fő (2024. január 1.).

## Népesség
A település lakosságának változását az alábbi diagram mutatja:
| Lakosok száma | 570  | 536  | 524  | 477  | 511  | 572  | 604  | 637  | 629  | 677  |
|               | 1869 | 1890 | 1921 | 1950 | 1980 | 2001 | 2017 | 2019 | 2022 | 2024 |